# Coniophanes andresensis
Coniophanes andresensis är en ormart som beskrevs av Bailey 1937. Coniophanes andresensis ingår i släktet Coniophanes och familjen snokar. Inga underarter finns listade i Catalogue of Life.
Arten förekommer endemisk på Isla de San Andrés som tillhör Colombia men som ligger öster och Nicaragua. Exemplar hittades i bananodlingar och i en övergiven djurfarm. Från öns skogar är inga individer kända. Honor lägger ägg.
Öns befolkning dödar vanligen alla ormar som hittas nära bostäder. Några exemplar faller offer för tamkatter och kanske utgör introducerade brunråttor ett hot. IUCN listar arten som akut hotad (CR).